# 城市快报 (天津)
《城市快报》创刊于2004年3月1日，是由天津日报报业集团主办的都市报，宗旨为“影响有影响力的人”。2010年1月12日，成为天津地铁独家指定地铁报，转型为地铁报。2018年1月1日起，刊期由周七刊调为周五刊（周末和法定节假日休刊）。2019年12月25日，刊发《休刊启事》，定于2020年1月1日起休刊，并入《每日新报》。其前身为《天津青年报》。